# Isla Favignana

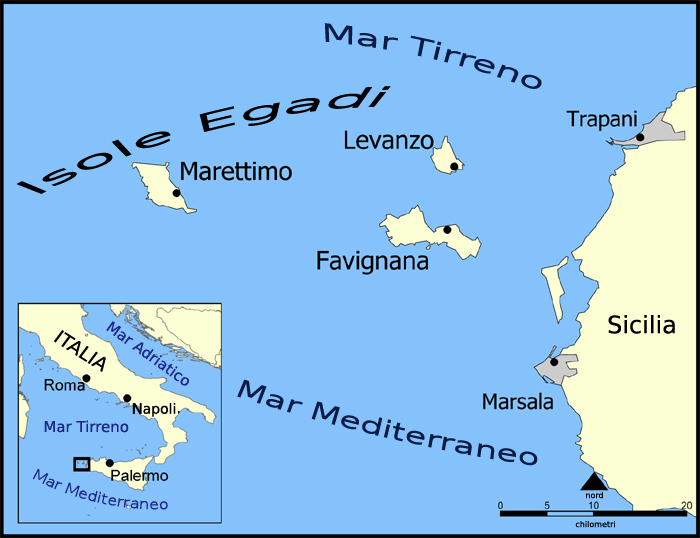
Situación de la isla Favignana.

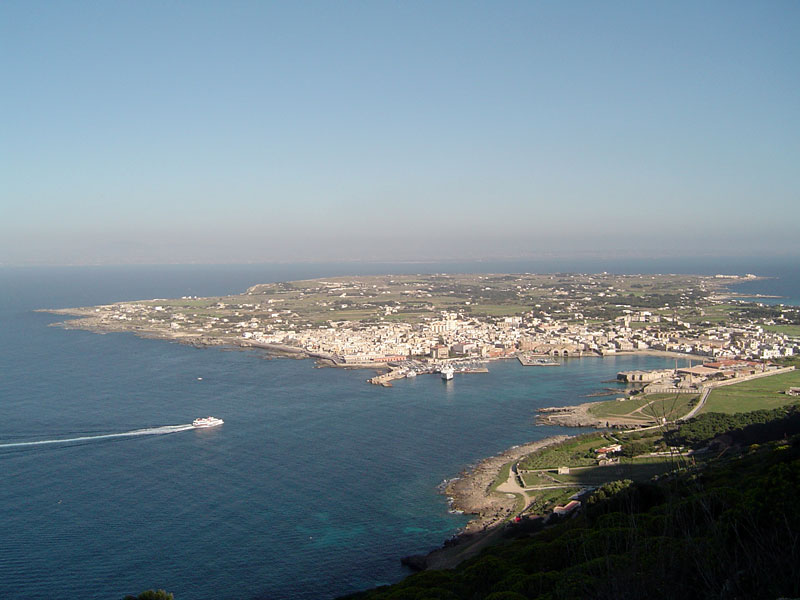
Vista de la isla Favignana, con la ciudad de Favignana al frente.

La isla Favignana es una isla italiana, siendo la principal de las Islas Egadas. Políticamente, pertenece a la región de Sicilia.

## Localización
Se encuentra a 7 km de la costa occidental de Sicilia, entre Trapani y Marsala, frente a las islas del Salitre. 

## Etimología
Antiguamente, el nombre de Favignana era "Aegusa" término que significa "Mariposa", debido a la forma de la isla. El nombre actual deriva del "Favonio", que es un viento particular.

## Economía local
En la isla se encuentra el municipio y ayuntamiento de Favignana, el Monte Santa Catalina de 314 metros, además de una colina alta de 252 metros. La isla es famosa por su cantera de "tufo" (mármol/granito), la antigua tradición de la pesca del atún con la tonnara, que deriva de los árabes. La tonnara de Favignana, es una de las pocas que continúan en actividad en Italia.

## Demografía
| Gráfica de evolución demográfica de Isla Favignana entre 1861 y 2001 |
|                                                                      |
| Fuente ISTAT - elaboración gráfica de Wikipedia                      |

## Patrimonio
Esta Isla, con su típica forma de mariposa es la más grande de las islas Egadas. Llegando en barco se destaca inmediatamente la figura del Palacio Florio.